# Liste der Wegekreuze und Bildstöcke in Aachen-Laurensberg
Die Liste der Wegekreuze und Bildstöcke in Aachen-Laurensberg listet die Flur- und Wegekreuze sowie die Bildstöcke mit ihrer jeweiligen persönlichen Geschichte – soweit bekannt – im Stadtbezirk Laurensberg ohne Anspruch auf Vollständigkeit auf.
| Standort                                                                 | Datierung                | Beschreibung/Inschrift | Bild           |
| ------------------------------------------------------------------------ | ------------------------ | --- | -------------- |
| Alte Vaalser Straße, Ecke Im Mittelfeld, Ortsteil Vaalserquartier (Lage) | unbekannt                | Weißes Metallkreuz mit Korpus und kleinen Putten auf dem kurzen Sockel |                |
| Buchweg 2 (Lage)                                                         | 1954                     | Bildstock gestiftet von der Pfarre St. Konrad. Bei dem Bild handelt es sich um eine Kopie eines Marien-Gemäldes von Luigi Crosio, nachempfunden der Madonna von Schönstatt. |                |
| Buchweg 73, Ortsteil Vaalserquartier (Lage)                              | vor 1950                 | Großes hölzernes Gedenkkreuz mit kleinem Korpus, Giebeldach und Rückwand. Errichtet vor 1950 in Gedenken an gefallene Piloten, die im angrenzenden Waldstück abgestürzt waren. Das Kreuz wurde in den 1980er Jahren durch Vandalismus beschädigt und von Nachbarn wieder hergestellt worden. |                |
| Dal Driesschenweg, Ortsteil Orsbach (Lage)                               | unbekannt                | Rotbraunes Metallkreuz mit schwarzem Korpus, geschwungenem Giebeldach und geschwungener Rückwand |                |
| Dreiländerweg, Ortsteil Vaalserquartier (Lage)                           | 1959                     | Schmales und hohes steinernes Gedenkkreuz aus Blaustein auf quadratischem Sockel, gestiftet von Heinrich-Georg von Görschen (1922–1993) und Josef Krützen; Rückseite des Kreuzes ist die Jahreszahl 1959 und der Schlüssel aus dem Wappen der Familie von Goerschen eingraviert. Das Kreuz wurde mehrfach zerstört und wieder aufgerichtet, der heutige Sockel ist der ehemalige Grabstein der Familie Wilhelm Flink (1825–1899) und Anna Maria Flink geb. Reinkhardt (1832–1902)                  |                |
| Düserhofstraße Ortsteil Orsbach (Lage)                                   | 1985                     | Holzkreuz mit Korpus unter einem kleinen Schrägdach, angebracht an die Nordseite des Eingangsbereiches mit dem Turmaufbau der Kirche St. Peter. Oberes Kreuzteil ist einem Andreaskreuz nachempfunden. Seitlich befinden sich zwei Steintafeln mit den Aufschriften „für alle“ und „Auferstehung Leben“. |                |
| Düserhofstraße 3, Ortsteil Orsbach (Lage)                                | unbekannt                | Kleines, kurzes Steinkreuz an der Wand des Hofes angelehnt, Inschrift nicht mehr vorhanden | weitere Bilder |
| Düserhofstraße, Ecke Kuhlweg, Ortsteil Orsbach (Lage)                    | 19. Jh.                  | Schmales Metallkreuz mit kleinem hellem, ehemals vergoldetem Korpus | weitere Bilder |
| Düserhofstraße, Ecke Schlangenweg Ortsteil Orsbach (Lage)                | unbekannt                | schmales, hohes Metallkreuz mit bronzefarbenem Korpus |                |
| Düserhofstraße, altes Pfarrhaus Ortsteil Orsbach (Lage)                  | nach 2012                | Kräftiges Holzkreuz mit abgerundeter Rückwand und verziertem Giebeldach, eingelassen in einem kleinen rechteckigen Steinsockel. Kleiner metallener Korpus, darüber die Aufschrift: „INRI“. |                |
| Finkenhag, Ortsteil Orsbach (Lage)                                       | unbekannt                | Kräftiges Balken-Holzkreuz ohne Korpus. Inschrift: „le Christ souriant“ | weitere Bilder |
| Ferberberg, Ortsteil Soers (Lage)                                        | 19. Jh.                  | Schmales verziertes Metallkreuz mit kleinem steinfarbenem Korpus beim Gut Linde. Mehrstufiger Sockel mit unleserlicher Inschrift auf der zweiten Stufe. |                |
| Forckenbeckstraße, Ortsteil Vaalserquartier (Lage)                       | unbekannt                | Rostbraunes Metallenes Unfallkreuz, durchgestanzter Name: „Lutz“ |                |
| Gemmenicher Weg, Ecke Dreiländerweg, Ortsteil Vaalserquartier (Lage)     | Ende 19. Jh.             | Kräftiges balkenartiges Holzkreuz mit kleinem Korpus, Giebeldach und rautenartiger Rückwand mit symbolischen Sonnenstrahlen. 1977 wiederhergestellt durch Aachener Handwerksmeister. |                |
| Hohlweg, Ortsteil Orsbach (Lage)                                         | 19. Jh.                  | Dunkles Metallkreuz mit großem, ehemals vergoldetem Korpus. Inschriftstein: „Oremus“ |                |
| Karl-Friedrich-Straße, Ecke Hander Weg (Lage)                            | 19. Jh.                  | Reich verziertes Gusseisenkreuz im gotischen Stil auf kurzem Sockel; kleiner heller Korpus vor symbolischen Sonnenstrahlen |                |
| Kuhlweg, Grenze Niederlande, Ortsteil Orsbach (Lage)                     | 19. Jh.                  | Schmales Metallkreuz mit kleinem, ehemals vergoldetem Korpus | weitere Bilder |
| Laurensberger Straße 78, Ecke Hufer Fußweg, Ortsteil Vetschau (Lage)     | Ende 19. Jh.             | Verwittertes neugotisches Steinkreuz auf Sockel, ohne Korpus und Inschrift |                |
| Laurensberger Straße 21, Ortsteil Vetschau (Lage)                        | unbekannt                | Modernes Hofkreuz an Gut Manstetten. Schmales braunes Metallkreuz ohne Korpus am ehemaligen Wehrmachtsbunker |                |
| Laurensberger Straße, Niersteiner Weg, Ortsteil Vetschau (Lage)          | Ende 19. jh.             | Hohes steinernes Flurkreuz mit abgerundeten Ecken auf hohem kräftigem und abgestuftem Sockel aus verschiedenen Steinarten. Aufgesetzter dunkler Korpus. Inschriften: „Mein Jesus Barmherzigkeit“ und „Quo Vadis“ |                |
| Laurentiusstraße, Ecke Fitzeberg (Lage)                                  | um 1900                  | Hohes Steinkreuz auf quadratischem hohem Sockel. Metallener Korpus. Inschrift: „Mein Jesus Barmherzigkeit“ |                |
| Laurentiusstraße, Ecke An der Rast (Lage)                                | Ende 19. Jh.             | Steinkreuz auf hohem rechteckigem gestuftem Sockel mit dunklem Metallkorpus. |                |
| Lemierser Berg Ortsteil Lemiers (Lage)                                   | unbekannt                | Es ist ein in den Giebel mit Klinkersteinen gearbeitetes Kreuz auf weißer Wand. |                |
| Lemierser Berg Ortsteil Lemiers (Lage)                                   | 1779                     | Hoher Bildstock aus Kalkstein, vierfach abgesetzt mit Dreiecksgiebel, darin Dreifaltigkeitssymbol. Darunter unter umlaufenden Gesims weitere Flachreliefs, unter anderem mit Bildnis der Mutter Gottes mit Jesuskind und der Inschrift: „Hac ne vade vis qvin dideeris ave Maria – So oft du gehst den Weg allda sprich gegrüst sey du Maria“ |                |
| Müschpark, Ortsteil Soers (Lage)                                         | unbekannt                | Braunes Holzkreuz mit Korpus und Giebeldach, Aufschrift: „INRI“ |                |
| Müschpark, Ortsteil Soers (Lage)                                         | 1974.                    | Gedenkkreuz für zwei Soldaten, die noch in den letzten Tagen vor der Aachener Kapitulation gefallen waren. Die beiden Soldaten wurden noch während der Kampfhandlungen bestattet, das Gedenkstein jedoch erst 30 Jahre später aufgestellt. Er besteht aus schwarzem Granit mit weißer Inschrift: „Hier starben am 19.10.1944 den Heldentod Güther Heimsath, Münster/Westpf., geb. 12.05.1926, Hans Wild, Finsterwald, Oberbay., geb. 7.7.1920“                                                     |                |
| Neukellerweg, Ortsteil Vaalserquartier (Lage)                            | unbekannt                | Kleines braunes Holzkreuz mit Korpus sowie mit Giebeldach mit Dachplatten und geschwungener Rückwand |                |
| Orsbacher Straße, Ecke Ochsenstock, (Lage)                               | 2007                     | Dunkles Unfallkreuz mit gelblichem Korpus auf rechteckigem Steinsockel aufgesetzt. Es gedenkt an Manfred Peters (* 9. Januar 1944), der hier an der Wegegabelung am 22. November 2007 verunglückte. |                |
| Orsbacher Straße, Nähe Vetschauer Berg (Lage)                            | unbekannt                | kleines Steinkreuz, Inschrift unleserlich | weitere Bilder |
| Pannhauser Straße (Lage)                                                 | 19. Jh.                  | Steinkreuz mit goldfarbenem Korpus und mit geschwungenem Metallrahmen umgeben, hoher quadratischer, mehrfach abgestufter Sockel |                |
| Plateweg, Ortsteil Orsbach (Lage)                                        | unbekannt                | Schmales rostfarbenes Metallkreuz mit Korpus vor symbolischen Sonnenstrahlen und der Aufschrift „INRI“. |                |
| Rathausstraße 42 (Lage)                                                  | 18. oder 19. Jahrhundert | Schmales Metallkreuz mit verzierten Ecken ohne Korpus. Es befand sich ursprünglich im Besitz der aus dem Mittelalter stammenden Kirche St. Maria Himmelfahrt in Jülich. Es wurde aus den Trümmern der im November 1944 völlig zerstörten Stadt geborgen und kam über Umwege in Privathände nach Aachen |                |
| Rathausstraße, Ecke Brunnenstraße (Lage)                                 | Ende 19. Jahrhundert     | Kräftiges Prozessionskreuz aus Holz mit Giebeldach und großem Korpus |                |
| Rathausstraße 45, Ecke Orsbacher Straße (Lage)                           | 1881                     | Ockerfarbenes neugotisches Steinkreuz mit Korpus, laut Übersetzung der Inschrift gestiftet von dem Gutsbesitzer Edmund Feiter von Bergerhochkirchen aus Anlass des mit seiner Frau Maria, geborenen Koch, im Jahre 1881 gefeierten 30. Hochzeitstages | weitere Bilder |
| Rathausstraße, Ecke Roermonder Straße (Lage)                             | um 1900                  | Steinkreuz mit kleinem mehrstufigem Sockel. Ehemaliger Metallkorpus nicht mehr vorhanden. Inschrift: „Mein Jesus Barmherzigkeit.“ |                |
| Roermonder Straße 417, Ecke Laurentiusstraße (Lage)                      | Ende 19. Jh.             | Kleines Metallkreuz mit kleinem Korpus auf rundem schlankem Blausteinsockel |                |
| Rohrbergweg (Lage)                                                       | 1867                     | Schlankes Metallkreuz mit geschmiedetem Blattwerk auf rechteckigem Blausteinsockel mit Bleiabdeckung und kleinem metallenem Korpus. Anlage wurde 2020 komplett restauriert und mit einem neuen Kreuz bestückt. |                |
| Schlangenweg, Ortsteil Seffent (Lage)                                    | unbekannt                | im Jahr 2020 nach alten Plänen runderneuertes Metallkreuz mit kleinem metallenem Korpus, stehend auf den Seffenter Höhen vor einer als Naturdenkmal ausgewiesenen Linde |                |
| Schlangenweg, Ortsteil Seffent (Lage)                                    | unbekannt                | Schmales Metallkreuz mit kleinem hellem Korpus |                |
| Schneebergweg, Gut Melaten (Lage)                                        | 1897                     | Die romanische Quirinus-Kapelle der ehemaligen Leprastation Melaten wurde seit dem frühen 19. Jh. kaum noch für Gottesdienste genutzt und verfiel zusehends. 1895 wurde sie abgebrochen und nur die Fundamentmauern erinnern noch an den romanischen Bau. An der Stelle des alten Altars wurde ersatzweise das neue Gedenkkreuz errichtet. Inschrift: „Zur Erinnerung an die wegen drohenden Einsturzes niedergelegte Melaten-Kapelle wurde an der Stelle des Altars dieses Kreuz errichtet. 1897“ |                |
| Schneebergweg, Gut Melaten (Lage)                                        | 2011                     | Erinnerungskreuz auf den Wiesen bei Gut Melaten für die dort unter der jetzigen Rasenfläche bestatteten Aussätzige. Errichtet im Auftrag der Melaten-Gesellschaft e.V. und gestiftet von der Familie Albert Heusch sowie Freunde und Förderer. Inschrift: „Errichtet am 7. Mai 2011 zum Gedenken an die hier auf dem Aachener Melatenfriedhof Bestatteten.“ |                |
| Schurzelter Straße, Ecke Seffenter Berg, Ortsteil Seffent (Lage)         | 18./19. Jh.              | Zierliches verziertes spätbarockes Metallkreuz auf rundem Blausteinsockel, ehemals mit Korpus |                |
| Senserbachweg, Gut Gaßmühle, Ortsteil Lemiers (Lage)                     | 2010                     | Kleines Metallkreuz auf Granitsockel. Ursprünglich von Teilnehmern der Wanderexerzitien 2010 auf dem Schneebergweg am Golfplatz aufgestellt, musste es zwischenzeitlich an heutigem Standort verlegt werden und steht nun in der Patenschaft des angrenzenden Hofes. |                |
| Senserbachweg, Ecke Schneebergweg, Ortsteil Lemiers (Lage)               | unbekannt                | Schlichtes Holzkreuz mit Korpus und Aufschrift: „INRI“. Das Wegkreuz liegt an einem Jakobsweg. | weitere Bilder |
| Steinbergweg, Ecke Schneebergweg, Ortsteil Kullenhof (Lage)              | 1990er-Jahre             | Großes Holzkreuz mit hellem Korpus und mit verziertem Giebeldach. Dieses Kreuz ist in den 1990er Jahren durch Vandalismus zerstört worden und der ursprüngliche Holzkorpus verloren gegangen. Pater Leo Disch aus der Abtei St. Benediktusberg in Mamelis bei Vaals fertigte den neuen Korpus an. Inschrift: „Dieses Kreuz entstammt dem Josephinum Kloster, dem späteren Mariabrunn und Elisabeth-Krankenhaus. Der ursprüngliche Holzkorpus wird datiert auf das Jahr 1769“.                      | weitere Bilder |
| Steppenbergallee, Ortsteil Steppenberg (Lage)                            | 1819                     | Unfallkreuz aus Blaustein, stand ursprünglich an einem Bergpfad am Oberlauf des Dorbaches. Es wurde geborgen, restauriert und am Rande vom altem Hohlweg und am heutigen Platz wieder aufgestellt Inschrift: „IHS. Hier ruht die Seele des Johann Königs, der am 10. März 1819 hier unter einem Karren verunglückte. Geb. 1783“ |                |
| Strüverweg, Ortsteil Soers (Lage)                                        | unbekannt                | Dunkles Holzkreuz mit kleinem Korpus in symbolischem Dornenkranz |                |
| Vaalserstraße Ortsteil Vaalserquartier (Lage)                            | unbekannt                | kleines helles Holzkreuz mit schwarzer Inschrift, erinnert an einem tödlichen Verkehrsunfall, aufgestellt gegenüber Steppenbergweg. Inschrift: „Tim Lausberg. * 29.9.1987 – † 15.4.2012“ |                |
| Vetschauer Berg, Ortsteil Vetschau (Lage)                                | unbekannt                | Ersatzkreuz für ein entnommenes altes Wegekreuz |                |
| Vetschauer Weg, Ecke Karl-Friedrich-Straße, Ortsteil Vetschau (Lage)     | unbekannt                | Ehemaliges Grabkreuz vom alten Laurensberger Friedhof; wurde erst nach dem Zweiten Weltkrieg am heutigen Ort neu aufgestellt. Kleines Steinkreuz auf hohem geschwungenem Sockel. |                |
| Vetschauer Weg, Ecke Laurensberger Straße, Ortsteil Vetschau (Lage)      | unbekannt                | Ehemaliges Grabkreuz vom alten Laurensberger Friedhof; wurde erst nach dem Zweiten Weltkrieg am heutigen Ort neu aufgestellt. Hohes Steinkreuz mit kleinem Korpus auf geschwungenem Sockel. Aufgesetzt ein kreisförmiger Marmorrahmen, der früher ein Bild oder eine Votivtafel enthielt |                |